# Sibbaldia micropetala
Sibbaldia micropetala là loài thực vật có hoa trong họ Hoa hồng. Loài này được (D. Don) Hand.-Mazz. miêu tả khoa học đầu tiên năm 1932.